# Sólido isotrópico

Propiedades mecánicas de un material isotrópico

En física de la materia condensada y en mecánica de medios continuos, un sólido isotrópico es aquel formado por un material sólido cuyas propiedades físicas son independientes de la orientación del sistema según el que se miden.

## Consideraciones
Si bien los tamaños finitos de los átomos y las consideraciones de enlace aseguran que la verdadera isotropía de la posición atómica no existirá en el estado sólido, es posible que las mediciones de una propiedad dada produzcan resultados isotrópicos, ya sea debido a las simetrías presentes dentro de un sistema cristalino, o debido a los efectos del promedio ligado a la orientación según la que se mida una propiedad de una muestra (por ejemplo, en un metal sólido amorfo o policristalino). Los sólidos isotrópicos tienden a ser de interés al desarrollar modelos para el comportamiento físico de los materiales, ya que tienden a permitir considerables simplificaciones de la teoría. Por ejemplo, la conductividad en metales del sistema cristalino cúbico se puede describir con un único valor escalar, en lugar de un tensor. Además, los cristales cúbicos son isotrópicos con respecto a la expansión térmica  y se expandirán igualmente en todas las direcciones cuando se calientan.
La isotropía no debe confundirse con la homogeneidad, que caracteriza las propiedades de un sistema como independientes de la posición, más que de la orientación. Además, todas las estructuras cristalinas, incluido el sistema cristalino cúbico, son anisotrópicas con respecto a ciertas propiedades e isotrópicas para otras (como la densidad).
 La anisotropía de las propiedades de un cristal depende del rango del tensor utilizado para describir la propiedad, así como de las simetrías presentes dentro del cristal. Las simetrías rotacionales dentro de los cristales cúbicos, por ejemplo, aseguran que la constante dieléctrica (una propiedad tensorial de segundo orden) será igual en todas las direcciones, mientras que las simetrías en los sistemas hexagonales dictan que la medición variará dependiendo de si la medición se realiza dentro de la estructura cristalina.
Debido a la relación entre la constante dieléctrica y el índice óptico de refracción, se esperaría que los cristales cúbicos fueran ópticamente isotrópicos y los cristales hexagonales fueran ópticamente anisotrópicos, y las mediciones de las propiedades ópticas del CdSe (seleniuro de cadmio) cúbico y hexagonal confirman esta afirmación.
Casi todos los sistemas monocristalinos son anisotrópicos con respecto a las propiedades mecánicas, siendo el wolframio una excepción muy notable, ya que es un metal cúbico con los coeficientes de su tensor de rigidez que existen en la proporción adecuada para permitir la isotropía mecánica. Sin embargo, en general los cristales cúbicos no son mecánicamente isotrópicos. Sin embargo, muchos materiales, como el acero laminado, tienden a encontrarse y utilizarse en estado policristalino. Debido a la orientación aleatoria de los granos dentro del material, las propiedades mecánicas medidas tienden a ser promedios de los valores asociados con diferentes direcciones cristalográficas, con el efecto neto de una isotropía aparente. Como resultado, es típico que parámetros como el módulo de Young se especifiquen independientemente de la dirección cristalográfica. Tratar los sólidos como mecánicamente isotrópicos simplifica enormemente el análisis de la deformación y la fractura (así como de los campos elásticos producidos por las dislocaciones). Sin embargo, la orientación preferencial de los granos (llamada textura) puede generarse como resultado de ciertos tipos de procesos de deformación y recristalización, que crearán anisotropía en las propiedades mecánicas del sólido.